# ハンス・ハーン (軍人)
ハンス・"アッシ"・ハーン（Hans "Assi" Hahn、1914年4月14日 - 1982年12月18日）は、108機の敵機を撃墜した第二次世界大戦時のドイツ空軍のエース・パイロットである。エース・パイロットとは空中戦で5機以上の敵機を撃墜した軍隊パイロットを呼び表す呼称である。

## 第二次世界大戦
ハーンはテューリンゲンのゴータに生まれた。運動選手としての才能がありベルリンで開催される1936年夏のオリンピックで五種競技の選手に選抜されたが、病気のために欠場した。
ハーンは1934年に士官候補生としてドイツ陸軍の歩兵部隊に入隊した。1935年11月にドイツ空軍へ転籍し、操縦訓練を受けた。その後ハーン少尉はドルトムント近郊に駐屯する第134戦闘航空団（JG 134）/第4中隊に配属され、1937年11月1日にはヴェルノイヒェンの新設の転換「戦闘機学校」に飛行教官兼第1飛行中隊の指揮官（Staffelführer）として転属となった。1939年2月1日に中尉に昇進し、第二次世界大戦が始まるとツェルプストで新しく編成された第2戦闘航空団/第II飛行隊に配属され、同年末には第4飛行中隊の飛行中隊長に任命された。

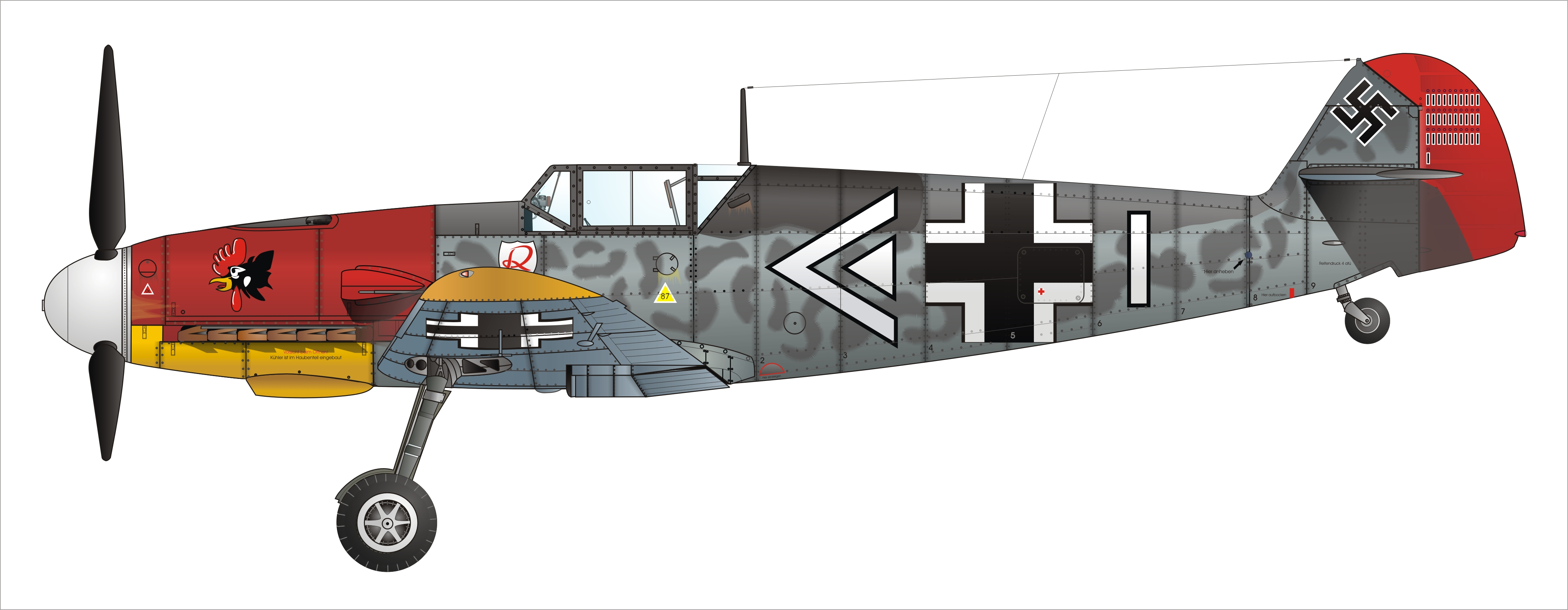
1941年フランスでのハーンの乗機Bf 109 F-2

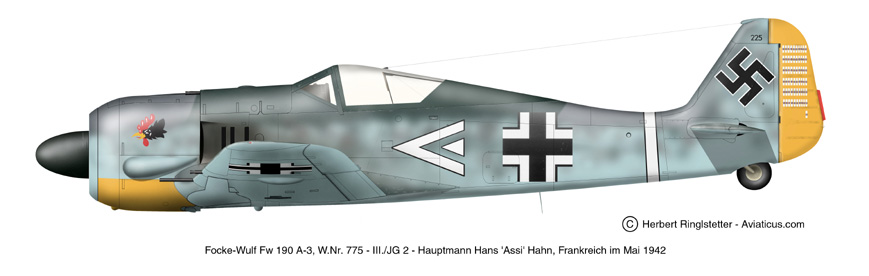
1942年フランスでのハーン大尉の乗機Fw190A-3

ハーンの最初の戦果はフランス侵攻作戦中の1940年5月14日に挙げた2機のホーカー ハリケーン機であった。更に5機を撃墜し、バトル・オブ・ブリテンでは更なる戦功を挙げた。1940年9月の20機撃墜の時点でハーンは騎士鉄十字章を授与され、大尉に昇進するとともにJG 2/第III飛行隊の飛行隊長に任命された。1941年8月にハーン大尉は41機撃墜の功で柏葉付騎士鉄十字章を授与され、1942年9月16日には西部戦線での66機目の戦果としてスーパーマリン スピットファイア機を撃墜したと申告した。その日にはル・トレポール近郊で第26戦闘航空団所属機に撃墜された1機と原因不明で墜落したG・ナダン軍曹（Sgt G. Nadan）が操縦する英第122飛行隊のスピットファイア Vb（AB859）という2機のスピットファイア機が失われていた。
その後ハーンは1942年11月1日に東部戦線に転戦し、レニングラード近郊に駐屯する第54戦闘航空団（JG 54）「グリュンヘルツ」/第II飛行隊の飛行隊長に任命された。3カ月間に42機のソ連軍機を撃墜し、1943年1月27日には戦果の合計を100機とした。
1943年2月21日にハーンはスタラヤ・ルーサ近郊で108機目としてラボーチキン La-5機を撃墜した後に反撃にあい左翼を被弾した。戦闘から離脱して間もなくハーンの乗機のエンジンがオーバーヒートを起こし、乗機のBf 109 G-2/R6を敵地に不時着させざるを得なかった。ソ連側の情報によるとハーンを撃墜したのは13機の撃墜記録を持つソ連軍のエースパイロットである169 IAPのパーヴェル・グラジェダニコフ中尉（Pavel Grazhdanikov Starshiy Leytenant）である。
ハーンは囚われて捕虜となった。ソ連の捕虜収容所という厳しい環境下でさえもハーンのとる不服従と強情な性格が災いし、1950年まで囚われの状態が続いた。釈放されるとハーンは国際的な企業であるバイエル・レーヴァクーゼンに就職し、後にゴスラー近郊のクニフンデ（Kunigunde）で火薬を製造するヴァノ黒色火薬社（Wano Schwarzpulver Company）の幹部となった。1977年に引退するとフランス南部に移住した。ハンス・"アッシ"・ハーンは1982年12月18日にミュンヘンで死去した。
ハーンは約560回の作戦飛行で108機を撃墜した。西部戦線での66機のうち53機がスピットファイア機で、東部戦線での42機中には少なくとも7機のイリューシン Il-2  地上攻撃機が含まれていた。

## 受勲
- ドイツ十字章金章（1942年7月16日）
- 鉄十字章（1939）
  - 2級（1940年5月30日）
  - 1級（1940年6月13日）
- 柏葉・剣付騎士鉄十字章
  - 騎士鉄十字章（1940年9月24日）：第2戦闘航空団/第4飛行中隊の中尉として[3]
  - 柏葉 第32号（1941年8月14日）：第2戦闘航空団/第II飛行隊の飛行隊長の大尉として[3]

## 参考
出典
1. ↑  Spick 1996, pp. 3–4.
2. ↑  Franks 1998, p. 67.
3. 1 2  Scherzer 2007, p. 361.

参考文献
- Fellgiebel, Walther-Peer (2000). Die Träger des Ritterkreuzes des Eisernen Kreuzes 1939-1945. Podzun-Pallas. ISBN 3-7909-0284-5.
- Obermaier, Ernst (1989). Die Ritterkreuzträger der Luftwaffe Jagdflieger 1939 - 1945 (in German). Mainz, Germany: Verlag Dieter Hoffmann. ISBN 3-87341-065-6.
- Scherzer, Veit (2007). Die Ritterkreuzträger 1939–1945 Die Inhaber des Ritterkreuzes des Eisernen Kreuzes 1939 von Heer, Luftwaffe, Kriegsmarine, Waffen-SS, Volkssturm sowie mit Deutschland verbündeter Streitkräfte nach den Unterlagen des Bundesarchives (in German). Jena, Germany: Scherzers Miltaer-Verlag. ISBN 978-3-938845-17-2.
- Spick, Mike (1996). Luftwaffe Fighter Aces. New York: Ivy Books. ISBN 0-8041-1696-2.